# 人民勢力党
人民勢力党（じんみんせいりょくとう、西: Fuerza Popular）は、ペルーのフジモリ主義の保守政党。2012年にフエルサ2011（西: Fuerza 2011）から改称された。

## 概要
2010年に日系ペルー人のアルベルト・フジモリ元ペルー大統領の娘であるケイコ・フジモリ議員が結成した保守主義、右翼政党。
政策的には貧困層の支持を集める右翼ポピュリズムとされ、規制緩和や自由競争等の新自由主義政策を掲げている。また、治安維持強化に重点を置いている。
2016年の総選挙ではペルー共和国議会の定数130の過半数となる71議席を獲得し、最大の政党となったが、当時の政権と対立路線を採った結果、国政が停滞。2019年9月に業を煮やしたマルティン・ビスカラ大統領が議会の解散に踏み切った。2020年1月26日に総選挙が行われたが、人民勢力党は得票率6.9%と政党別順位では6位と低迷。総選挙の時期には、ケイコ・フジモリが大統領選での不正資金疑惑で捜査を受けるている身であり政治活動ができない状態にあった。